# Ofensiva de Segóvia
A Ofensiva de Segóvia foi uma ofensiva Republicana de 31 de Maio a 6 de Junho de 1937, durante a Guerra Civil Espanhola. O principal objetivo era ocupar Segóvia e desviar as forças Nacionalistas de seu avanço em direção a Bilbau. Depois de um breve avanço inicial ela falhou devido principalmente a superioridade aérea Nacionalista.

## Antecedentes
Em Abril de 1937, os Nacionalistas começaram uma ofensiva contra a Província de Biscaia que estava sob controle dos Republicanos, e no final de Maio as tropas de Navarra atingiram o lado oriental das defesas de Bilbau. O governo Republicano decidiu lançar duas ofensivas de diversão a fim de retardar as tropas Nacionalistas, uma em Aragão e outra na frente de Madrid.

## Batalha
O Exército Republicano tinha três divisões na Serra de Guadarrama sob o comando do coronel Domingo Moriones, apoiadas por artilharia e uma companhia de tanques T-26.
Em 31 de Maio os Republicanos iniciaram o ataque na com um pesado bombardeio das posições Nacionalistas, rompendo as linhas destas em Santo Ildefonso e no mesmo dia a 69ª divisão ocupou Cruz de la Gallega e avançou em direção a Cabeza Grande, ameaçando a Segóvia Road, embora a XIV Brigada Internacional sofresse grandes baixas. O avanço Republicano chegou a La Granja mas em 1 de Junho, os Nacionalistas começaram uma contra-ofensiva com a divisão do General Varela, os reforços trazidos da frente de Madrid por Barrón e com um intenso apoio aéreo. Os Nacionalistas recuperam Cabeza Grande e ameaçaram as tropas Republicanas. Em 6 de Junho, Moriones ordenou as suas tropas que recuassem para as suas linhas iniciais. Os Republicanos tinham perdido 3.000 homens, entre eles 1.000 membros da XIV Brigada Internacional.

## Consequências
A ofensiva Republicana falhou devido a  superioridade aérea dos Nacionalistas e a ineficiência da Força Aérea Republicana (FARE). O Coronel Moriones disse: "Os nossos aviões realizaram ataques de bombardeio de uma grande altura e sem precisão ... os nossos aviadores mantiveram uma distância respeitável e raramente desceram para metralhar o inimigo ... os aviões inimigos eram altamente ativos e extremamente eficazes." A Ofensiva de Segóvia apenas adiou por duas semanas a ofensiva Nacionalista contra Bilbau.

## Na literatura
A Ofensiva de Segóvia é descrita no romance Por Quem os Sinos Dobram de Ernest Hemingway.